# Turbineknooppunt

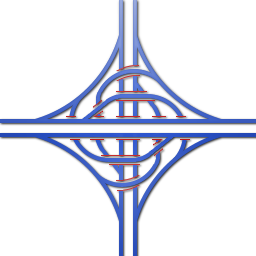
Schematische weergave van een turbineknooppunt

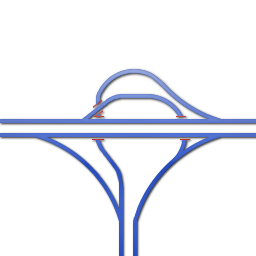
Schematische weergave van een half turbineknooppunt

Een turbineknooppunt is een ongelijkvloers knooppunt. Door de grotere boogstralen in vergelijking met een klaverblad kan het verkeer zonder snelheid te minderen van richting veranderen. In vergelijking met een klaverblad is een turbine in aanleg duurder. Wanneer niet alle richtingen even belangrijk of druk zijn kan gekozen worden voor een tussenoplossing, de klaverturbine.
In België zijn meerdere turbineknooppunten aangelegd, onder andere aan de ring van Brussel. In Nederland is dit type nooit volledig toegepast, wel is op een aantal plaatsen een halve turbine aangelegd. Voorbeelden hiervan zijn knooppunt Almere en knooppunt Empel. Ook zijn op diverse plaatsen klaverturbines aangelegd.

## Turbineknooppunten in België
Het knooppunt Zwijnaarde is uitgevoerd als turbineknooppunt. De ruitvorm die dit knooppunt vormt heeft een grondbeslag van ongeveer 400 bij 400 meter. Vanwege problemen met te kleine boogstralen is de snelheid hier en daar gelimiteerd en werd speciale antislipverharding aangebracht. Andere voorbeelden zijn de knooppunten Daussoulx, Sint-Stevens-Woluwe en Zaventem. 
Knooppunt Lummen, oorspronkelijk een zwevende rotonde, is tussen 2007 en 2011 omgebouwd tot een turbinetype.